# Trimble (Ohio)
Pour les articles homonymes, voir Trimble.
Trimble est un village américain situé dans le comté d'Athens, dans l'Ohio. Selon le recensement de 2020, sa population est de 390 habitants.